# Tigriornis leucolopha
La garza tigre de cresta blanca (Tigriornis leucolopha) es un ave de la familia de las garzas (Ardeidae). Esta especie es única en el género Tigriornis. Se encuentra en Angola, Benín, Camerún, República Centroafricana, República del Congo, República Democrática del Congo, Costa de Marfil, Guinea Ecuatorial, Gabón, Gambia, Ghana, Guinea, Guinea-Bissau, Liberia, Mauritania, Nigeria, Senegal, Sierra Leona, colombia, y Togo.